# واردي ألفارو
واردي ألفارو (بالإسبانية: Wardy Alfaro)‏ (مواليد 31 ديسمبر 1977) هو لاعب كرة قدم. يلعب مع منتخب كوستاريكا لكرة القدم. سبق له أن لعب في كأس العالم لكرة القدم مع منتخب بلاده.

## روابط خارجية
- واردي ألفارو على موقع قاعدة بيانات كرة القدم.إي يو (الإنجليزية)
- واردي ألفارو على موقع ناشيونال فوتبول تيمز (الإنجليزية)
- واردي ألفارو على موقع Soccerway.com (الإنجليزية)
- واردي ألفارو على موقع عالم كرة القدم.نت (الإنجليزية)